# Australian Championships 1956
Turniej tenisowy Australian Championships, dziś znany jako wielkoszlemowy Australian Open, rozegrano w 1956 roku w Brisbane w dniach 20 - 30 stycznia.

## Zwycięzcy

### Gra pojedyncza mężczyzn
- Lew Hoad (AUS) - Ken Rosewall (AUS) 6:4, 3:6, 6:4, 7:5

### Gra pojedyncza kobiet
- Mary Carter Reitano (AUS) - Thelma Coyne Long (AUS) 3:6, 6:2, 9:7

### Gra podwójna mężczyzn
- Lew Hoad (AUS)/Ken Rosewall (AUS) - Don Candy (AUS)/Mervyn Rose (AUS) 10:8, 13:11, 6:4

### Gra podwójna kobiet
- Mary Bevis Hawton (AUS)/Thelma Coyne Long (AUS) - Mary Carter Reitano (AUS)/Beryl Penrose (AUS) 6:2, 5:7, 9:7

### Gra mieszana
- Beryl Penrose (AUS)/Neale Fraser (AUS) - Mary Bevis Hawton (AUS)/Roy Emerson (AUS) 6:2, 6:4